# Керен ха-Йесод
Керен ха-Йесод — Юнайтед Исраэль аппил (ивр. קרן היסוד‎, дословно «Учредительный фонд») — основная организация, собирающая пожертвования для Израиля, действующая в 45 странах и позволяющая перечислять целевые пожертвования разным получателям в Израиле. Во многих странах у «Керен ха-Йесод» имеется более одного представительства. Так в Германии их, например, три. В Берлине, Франкфурте-на-Майне и Мюнхене. Деятельность «Керен ха-Йесод» регулируется израильским законом о «Керен ха-Йесод» 5716-1956, принятым Кнессетом в январе 1956 года. В соответствии с этим законом в Израиле «Керен ха-Йесод» является зарегистрированным объединением.
«Керен ха-Йесод» осуществляет сбор пожертвований посредством
- прямого жертвования
- мероприятий в Израиле и в Европе
- делегаций в Израиль
- наследования

## История
«Керен ха-Йесод» был учреждён на Всемирном Сионистском Конгресе, проходившем с 7 по 24 июля 1920 года в Лондоне, и официально провозглашён 24 декабря 1920 года. Принятая резолюция призывала «весь еврейский народ», как сионистов, так и не сионистов, внести свой вклад в строительство Страны Израиля при содействии «Керен ха-Йесод». Еврейские общины по всему миру провозгласили свои собственные кампании под эгидой «Керен ха-Йесод», которые часто используют местные названия (UIA, UJIA, IUA, CJA, AUJF).
В соответствии с реконституционным соглашением с Еврейским Агентством для Израиля (Сохнут), «Керен ха-Йесод» является одним из трёх его учредителей (совместно с  Всемирной Сионистской Организацией и Объединённым Израильским Призывом в Северной Америке (United Israel Appeal in North America, дочерней организацией Еврейских Федераций Северной Америки) и обеспечивает 20 % представителей в совете попечителей и ассамблее. «Керен ха-Йесод» занимает также 4 места в совете попечителей Сохнута.